# Disznóparéjfélék
A disznóparéjfélék vagy amarántfélék (Amaranthaceae) a szegfűvirágúak (Caryophyllales) rendjének egy családja. Mintegy 160 nemzetség és 2400 faj tartozik ide. Ezek legtöbbje lágyszárú vagy cserje, igen kevés fa tartozik ide.

## Leírás
Előfordulnak közöttük száraz területeken élő szukkulensek is (pl. Salicornia sp.). Leveleik épek, melyek szórtan vagy átellenesen állnak, alakjuk tojásdad vagy deltoidszerű, általában csupasz, esetleg finoman szőrözött, molyhos.
Általában egylakiak, de akadnak közöttük kétlakiak is. Egynemű virágtakarójuk hártyás, zöld színű vagy színes lepellevelekből áll, mely többé kevésbé forrt, vagy hiányozhat is. A csoport általános virágképlete: *P5–2 A5–1 G(3–2). Az erőteljesen redukálódott, többségében leples, kétivarú virágok tömött kettős bogas gomolyvirágzatban állnak, amelyek gyakran füzért vagy füzéres fürtöt alkotnak. Az egyes virágtagok három körben állnak, számuk nemzetségről nemzetségre fokozatosan redukálódik. Egymagvú toktermésük a megvastagodott lepellevelekkel össze is nőhet, vagy két fellevél veheti körül. Így tehát áltermésük illetve álterméságazatuk alakulhat ki. A termés egymagvú, középtájon szabályosan vagy szabálytalanul hasadó tok.
Széleskörűen elterjedt kozmopolita növénycsalád, legtöbb fajuk szubtrópusi és trópusi régiókban található, de előfordul hűvös, mérsékelt területeken is.

## Rendszerezés
A családot a modern rendszertanok az alábbi alcsaládkra osztják:
- Disznóparéjformák (Amaranthoideae)
- Golyófüzényformák (Gomphrenoideae)
- Répaformák (Betoideae)
- Bárányparéjformák (Camphorosmoideae)
- Libatopformák (Chenopodioideae)
- Poloskamagformák (Corispermoideae)
- Torzonformák (Polycnemoideae)
- Sziksófűformák (Salicornioideae)
- Ballagófűformák (Salsoloideae)
- Sóballaformák (Suaedoideae)

A korai rendszerekben nem sorolták közéjük a libatopféléket. Így pl. a Soó-rendszerben a szegfüvek rendjében (Caryophyllales = Centrospermae), a Chenopodineae alrendben szerepel mint család. A Hortobágyi-rendszerben hasonló az elhelyezésük. A Borhidi-rendszerben pedig a Charyophyllidae alosztályban, a libatopvirágúak rendjében (Chenopodiales) szerepel családként.
Az APG III-rendszerben a családot a szegfűvirágúak rendjébe sorolják, a szegfűfélék (Caryophyllaceae) testvércsoportjaként. Ide tartoznak a korábban a Chenopodiaceae családba sorolt fajok is. Ezen újonnan, szélesebb értelemben definiált család monofiletikusságát erős morfológiai és filogenetikus bizonyítékok támasztják alá Egyes fajok régóta használt liszt-, főzelék- vagy éppen takarmánynövények. Számos fajuk pollenallergiát okoz. A jól ismert libatopfélék (Chenopodiaceae) közé tartozik a cékla, a libatop vagy a spenót is.
A libatopfélék közéjük sorolása előtt az Amaranthaceae sensu stricto kb. 65 nemzetséget és 900 fajt tartalmazott. Ezen fajok legtöbbje a trópusi Afrika vagy Észak-Amerika területén élt. Egyes fajok gyomnövények, mások népszerű kerti dísznövények, különösen az Alternanthera, Amaranthus, Celosia és Iresine nemzetségek fajai. Sok fajuk sókedvelő.
A szőrös disznóparéj (Amaranthus retroflexus) és a karcsú disznóparéj (A. chlorostachys) kapás kultúrákban elterjedt gyomnövény. Útszéli gyomtársulásokban fordul elő a vöröslő disznóparéj (A. deflexus). Európában is elterjedt dísznövény az ezüst celózia (Celosia argentea). Magas olaj- és keményítőtartalmú magvaikért termesztik a bókoló amarántot (Amaranthus caudatus), az Amaranthus cruentust és a piros disznóparéjt (A. hypochondriacus). Az azték birodalomban jelentős szerepük volt az élelmezésben, mostanában fedezték újra fel őket.

## Fordítás
- Ez a szócikk részben vagy egészben az Amaranthaceae című angol Wikipédia-szócikk ezen változatának fordításán alapul.  Az eredeti cikk szerkesztőit annak laptörténete sorolja fel. Ez a jelzés csupán a megfogalmazás eredetét és a szerzői jogokat jelzi, nem szolgál a cikkben szereplő információk forrásmegjelöléseként.